# Adalaj-Stufenbrunnen

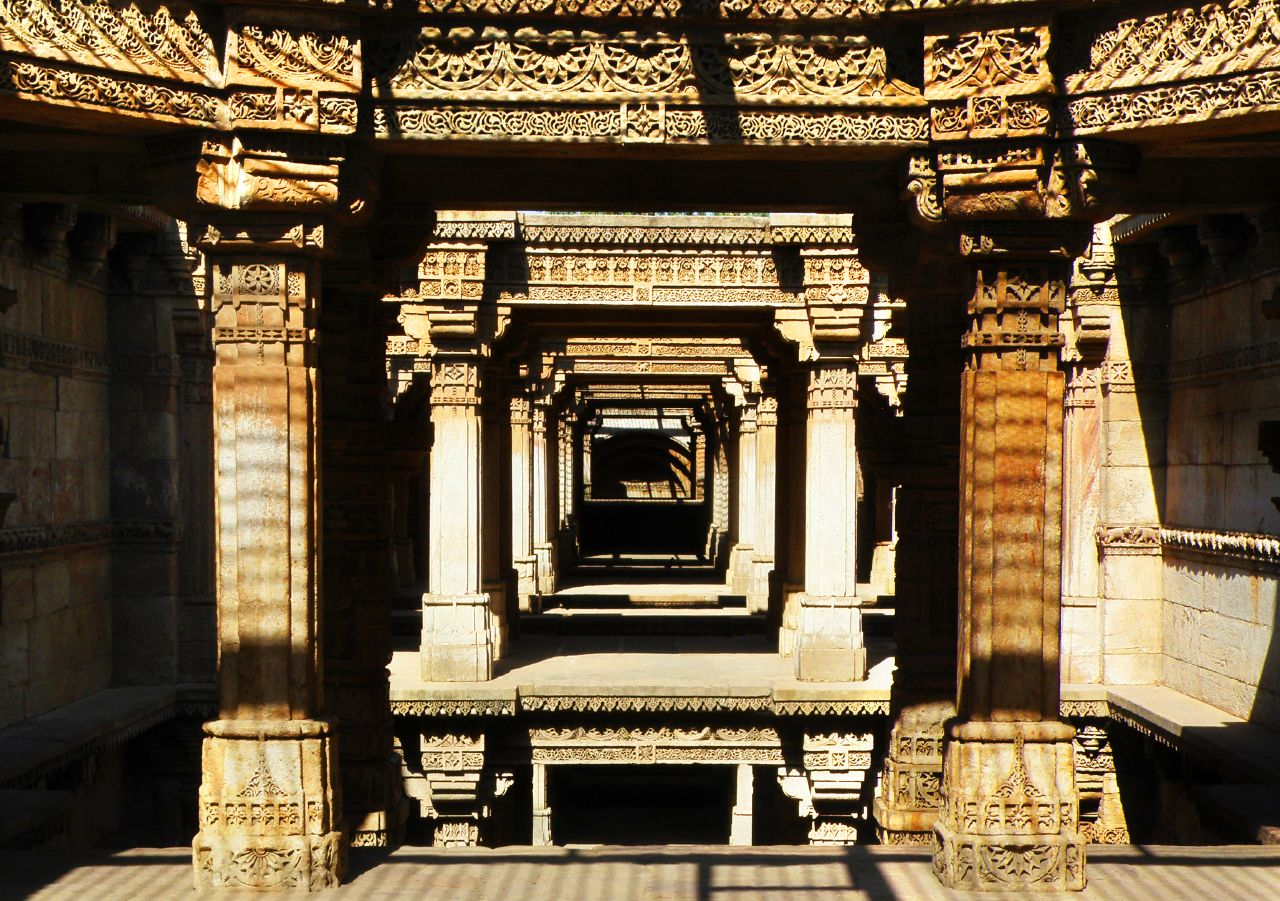
Adalaj-Stufenbrunnen

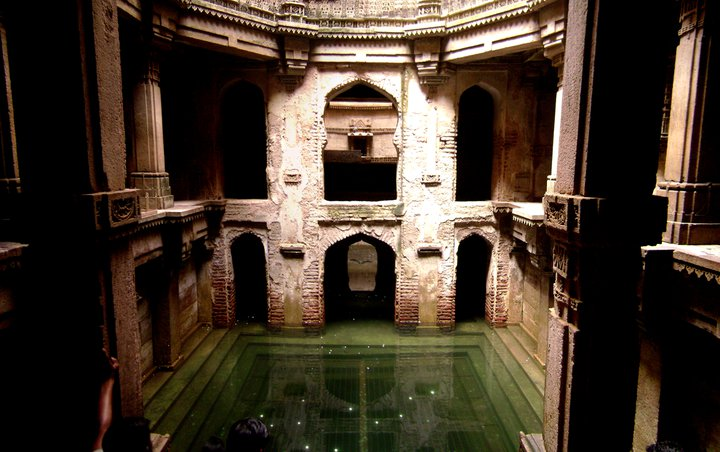
Quadratisches Brunnenbecken mit oktogonalem Schacht

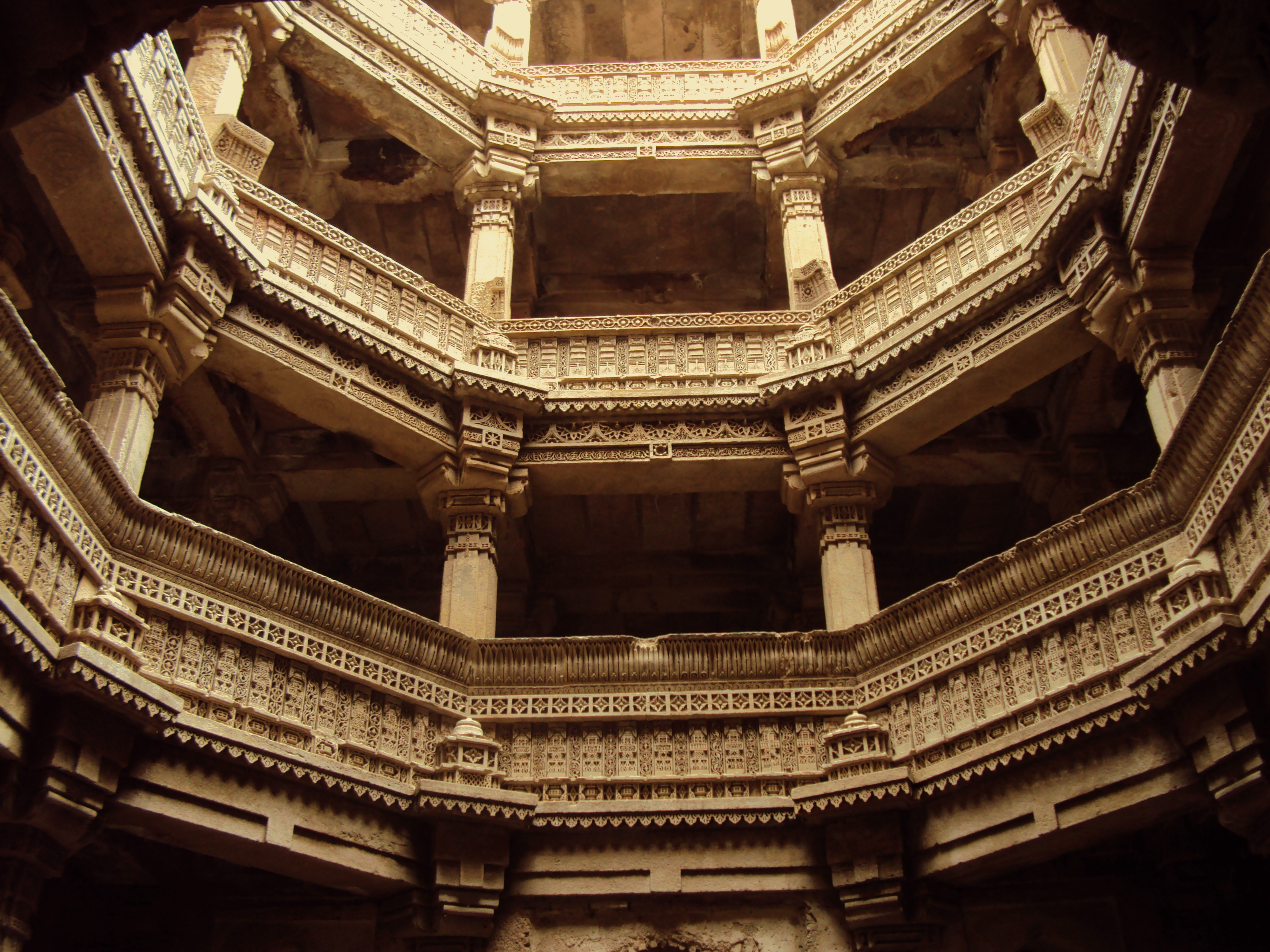
Mehrgeschossiger oktogonaler Brunnenschacht

Der Adalaj-Stufenbrunnen (Gujarati અડાલજની વાવ Adalaj Waw) im indischen Bundesstaat Gujarat ist einer der größten und schönsten seiner Art.

## Lage
Der Stufenbrunnen befindet sich am nordwestlichen Rand der auf einer Höhe von 70 m gelegenen Kleinstadt Adalaj etwa 19 km (Fahrtstrecke) nördlich von Ahmedabad.

## Legende
Der lokalen Überlieferung zufolge regierte gegen Ende des 15. Jahrhunderts der Hindu-Fürst Rana Veer Singh aus der Vaghela-Dynastie über die Region. Sein Territorium wurde jedoch von Mahmud Begada, dem moslemischen Herrscher über weite Teile des Landes, angegriffen – in der Auseinandersetzung fand Rana Veer Singh den Tod. Seine schöne junge Witwe, Rani Rudabai, willigte in die Ehe mit Mahmud Begada unter der Bedingung ein, dass der von ihrem ersten Mann begonnene Brunnenbau in Adalaj vollendet würde, was laut einer Inschrift im Jahr 1499 geschah. Während Mahmud Begada (reg. 1458–1511) als der bedeutendste Sultan Gujarats historisch belegt ist, tragen die anderen Personen eher legendenhafte Züge.

## Architektur
Mit seiner Länge von ca. 75 m und einer Breite von ca. 15 m gehört der Adalaj-Stufenbrunnen zu den größten Bauwerken seiner Art. Er ist in Nord-Süd-Richtung gebaut; an seinem beginnt die Treppe, am Nordende befindet sich der etwa 20 m tiefe und in mehrere Geschossebenen unterteilte oktogonale Brunnenschacht, zu dem von Süden her eine Treppe mit mehreren Podesten hinunterführt. In der Monsunzeit (ca. Juli bis Oktober) füllte sich die gesamte Brunnenanlage mit Wasser, welches nun von den Frauen ohne größere Anstrengungen auf täglich wechselnden Niveaus geschöpft werden konnte. Bemerkenswert sind einige Sitzecken mit Balkonen (jharokhas), die es den Besuchern (meist Frauen) gestatteten, sich eine Zeit lang in der kühlen Atmosphäre des Brunnens auszuruhen und sich zu unterhalten.

## Ornamentik
Die Wände des Stufenbrunnens, vor allem aber die Pfeiler und Säulen der verschiedenen Podeste sind detailreich geschmückt – dennoch fällt das Fehlen von Götterfiguren und Lebewesen sofort ins Auge, was auf eine Entstehung bzw. Fertigstellung des Brunnens in die Zeit der islamischen Dominanz hindeutet. Zur typischen Hindu-Ornamentik gehören mehrfach gestufte Pfeiler mit Krugmotiven (kalashas) und stark stilisiertem überquellenden Blattwerk, Voll- oder Fächerrosetten, Girlanden und an Ketten herabhängende Glöckchen. Zu den wenigen figürlichen Motiven zählen Elefanten und Leogryphen (vyalas), die an Hindu-Tempeln häufig zu sehen sind. Die gesamte reichhaltige Ornamentik entspricht eher der eines indischen Sakralbaus als der eines Zweckbaus und in der Tat genossen zahlreiche Brunnen und Tempelteiche in Indien eine quasi-religiöse Verehrung.

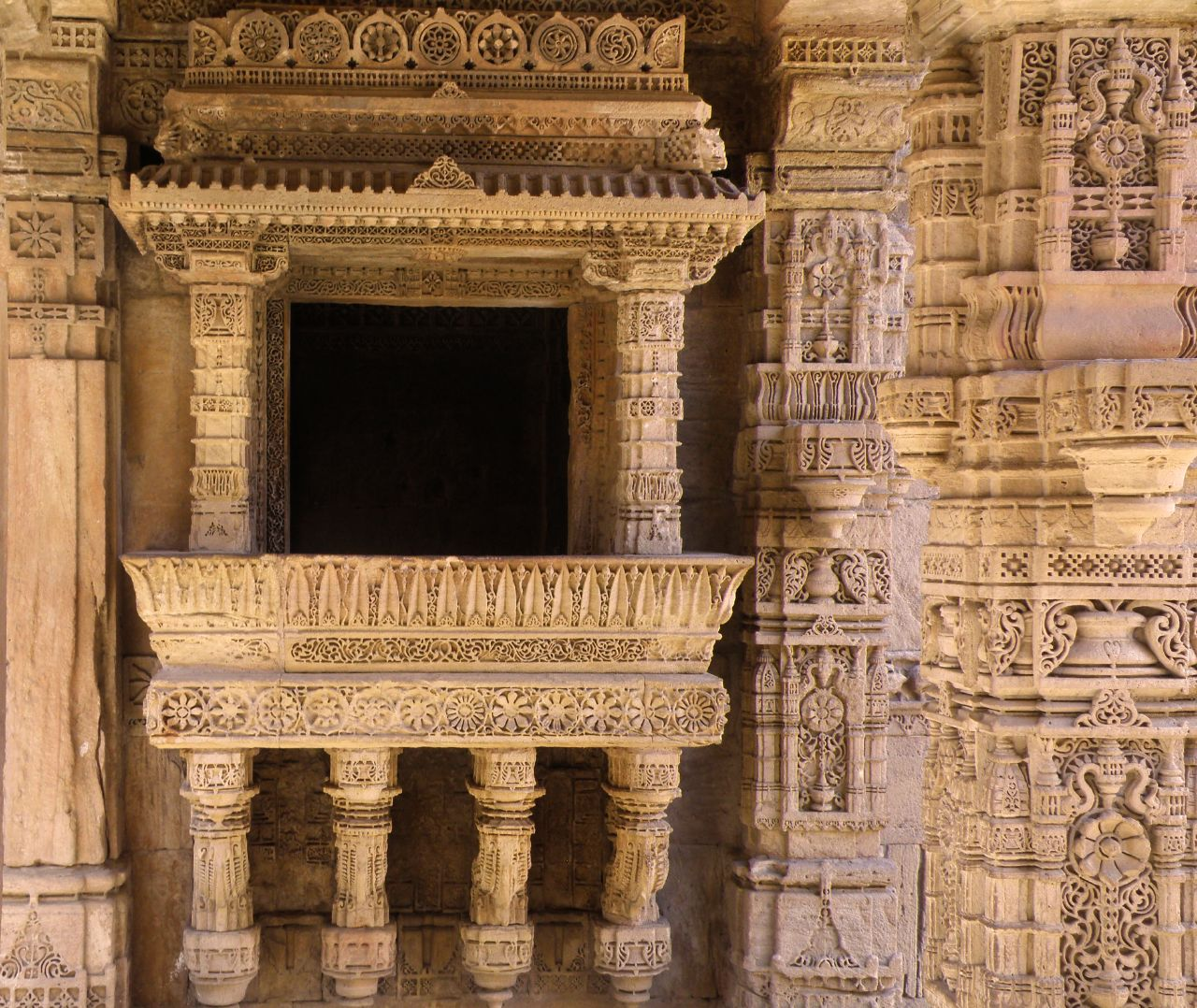
Balkon (jharokha)
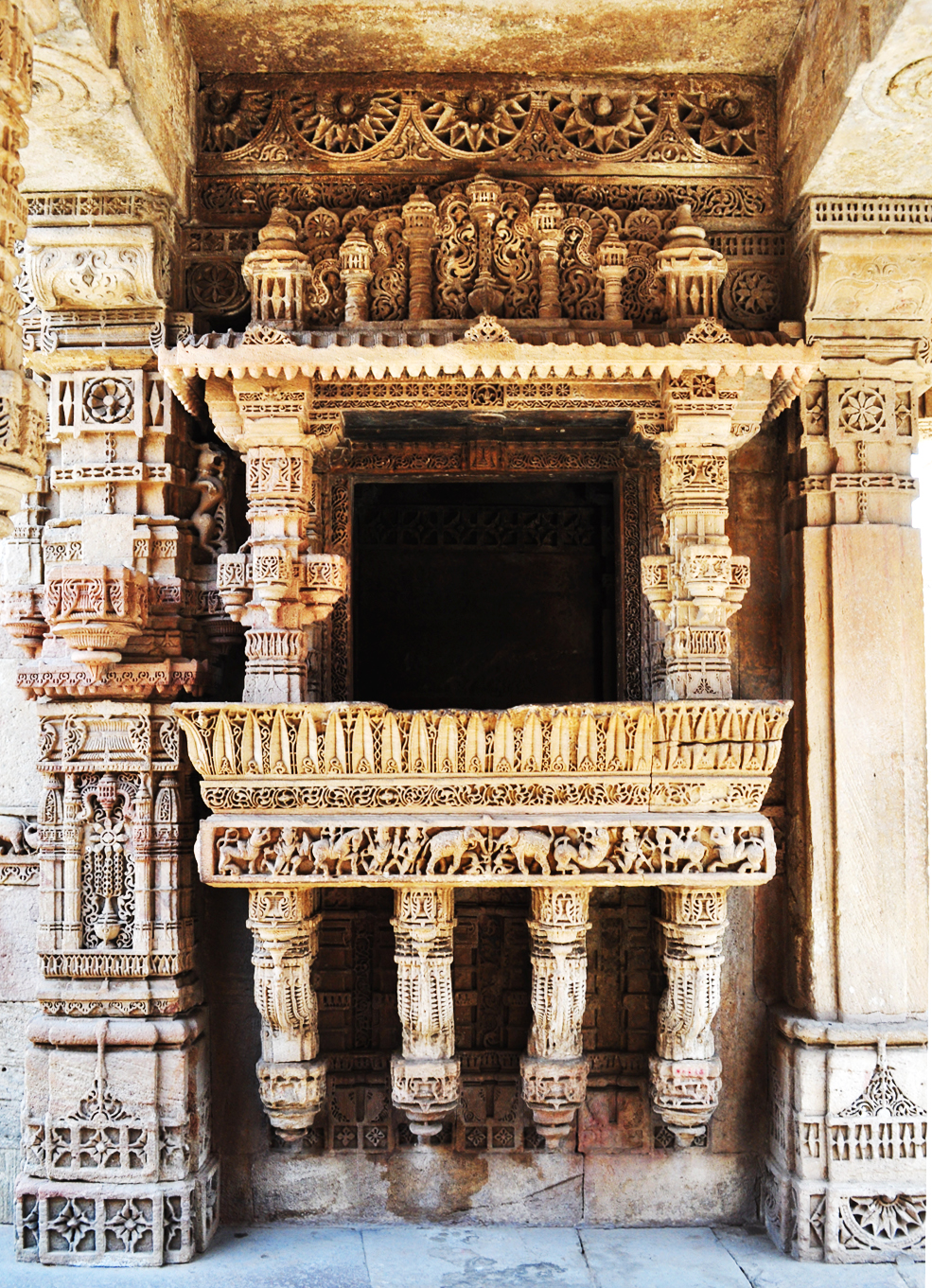
Balkon
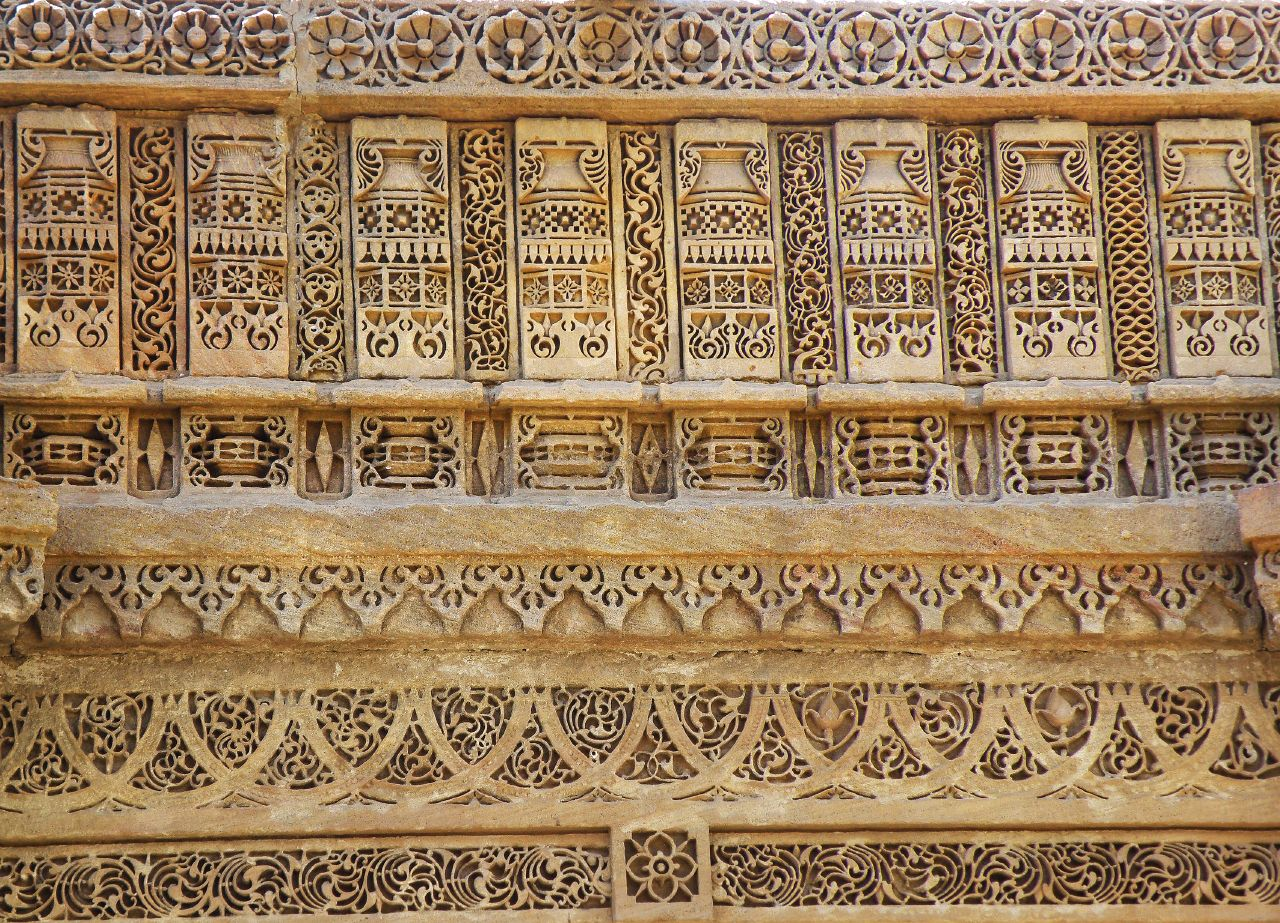
Wandpaneel
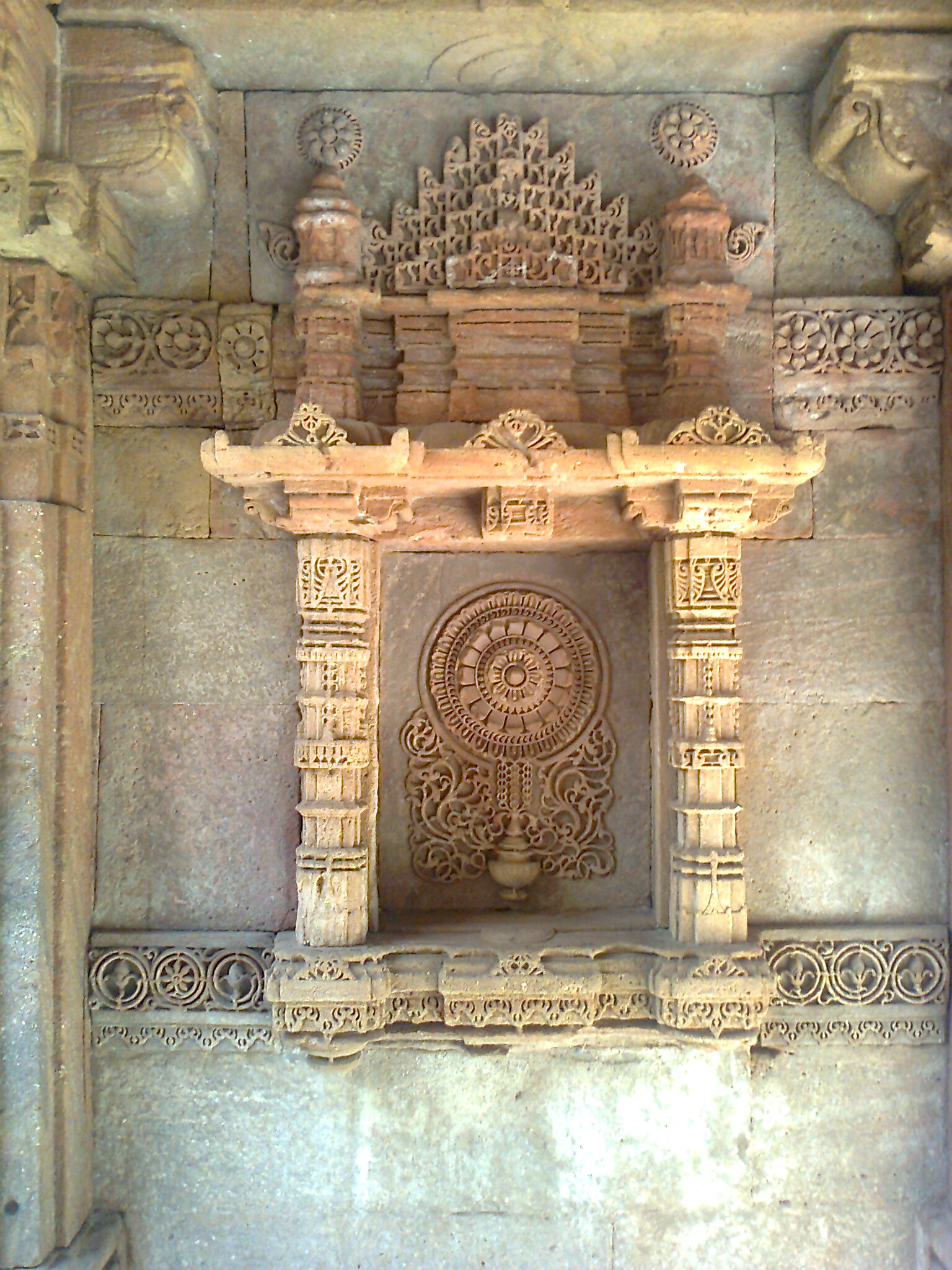
Wandnische mit kalasha-Motiv